# Mathias Flückiger
Mathias Flückiger (Berna, 27 de setembro de 1988) é um ciclista suíço.
Em 2010, ganhou o mundial júnior do Campeonato Mundial de Ciclismo de Montanha e, em 2017, voltou a ser campeão já como profissional no revezamento de equipe. Conquistou a prata no cross-country nos Jogos Olímpicos de 2020. Seu irmão Lukas Flückiger também é um renomado ciclista.